# Parksville, South Carolina
Parksville är en ort i McCormick County i delstaten South Carolina, USA.